# Ciepłownia

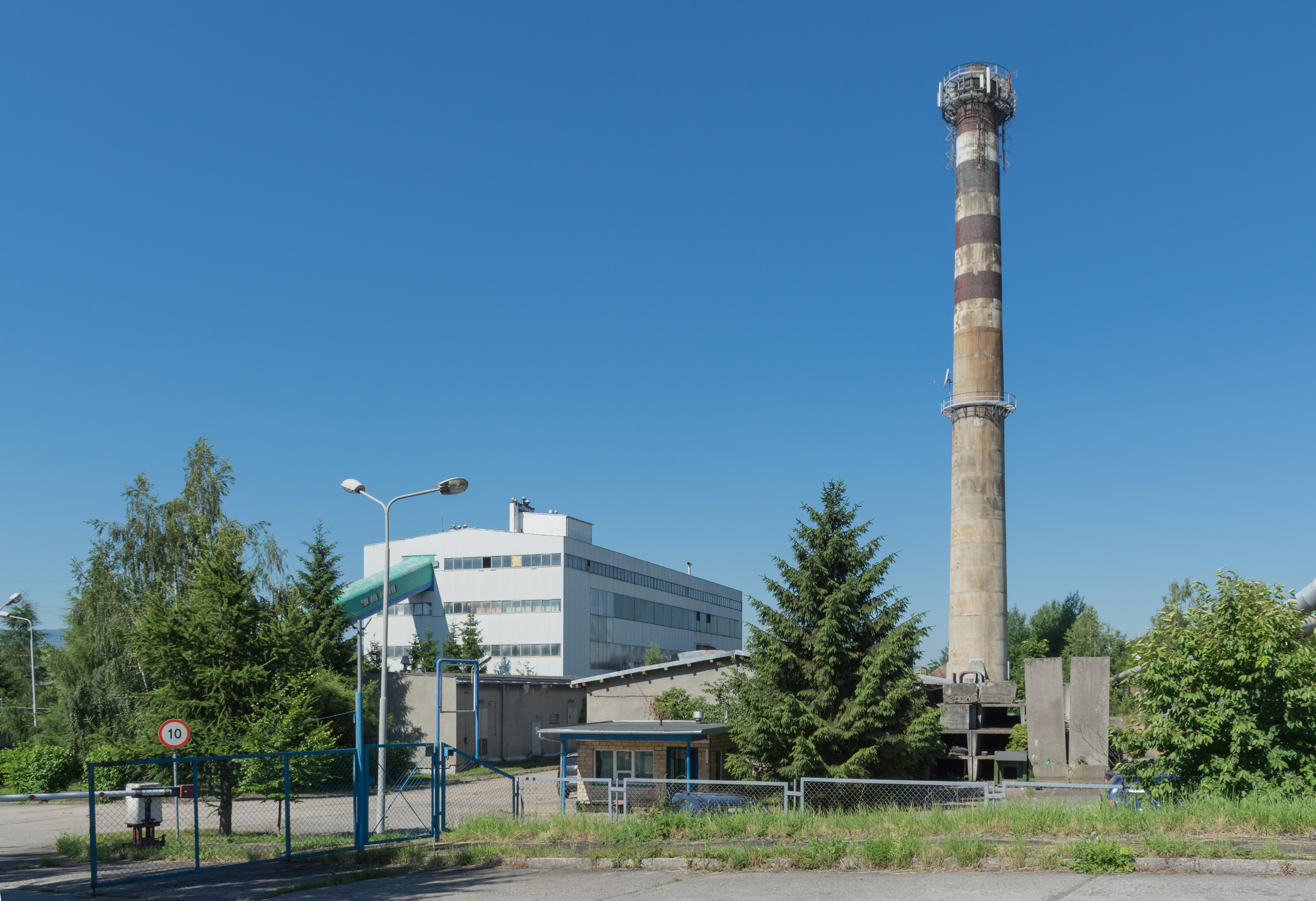
Ciepłownia węglowa w Kłodzku

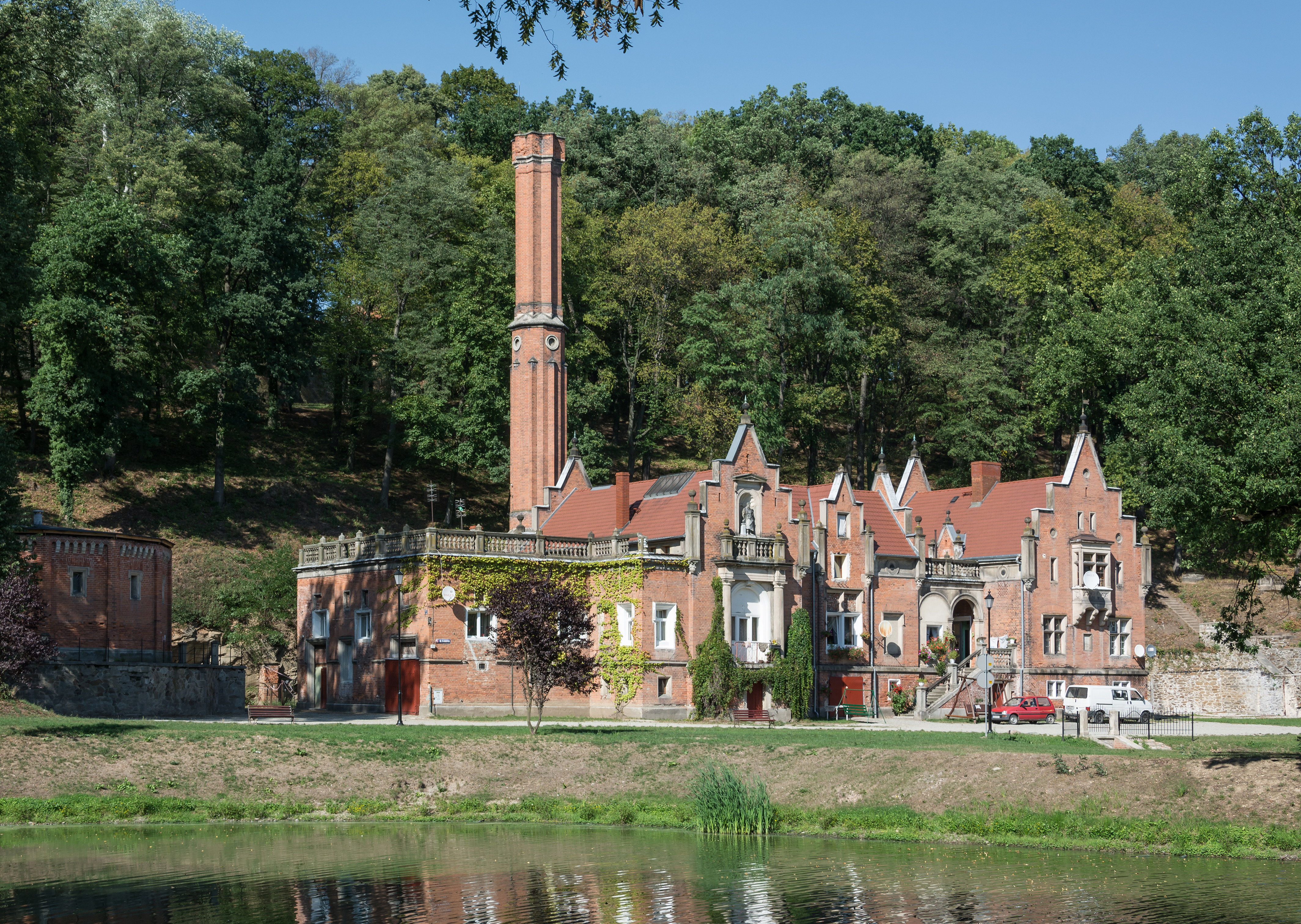
Zabytkowa ciepłownia w pałacu w Kamieńcu Ząbkowickim

Ciepłownia – zakład przemysłowy, którego głównym zadaniem jest produkcja czynnika (najczęściej wody) o wysokiej temperaturze dla miejskiej sieci ciepłowniczej. Konwencjonalne układy (to jest opalane paliwami kopalnymi instalacje z kotłem) są obecnie spotykane rzadko. Wynika to z faktu, iż dużo wyższą sprawność uzyskuje się, produkując w sposób skojarzony energie cieplną i elektryczną (zobacz: elektrociepłownia).
Natomiast produkcja samego ciepła z wykorzystaniem odnawialnych źródeł energii staje się coraz bardziej popularna. Najpowszechniej wykorzystuje się do tego celu energię geotermalną, ale coraz częściej budowane są duże ciepłownie słoneczne, w których baterie kolektorów ogrzewają wodę do celów użytkowych.